# Moville

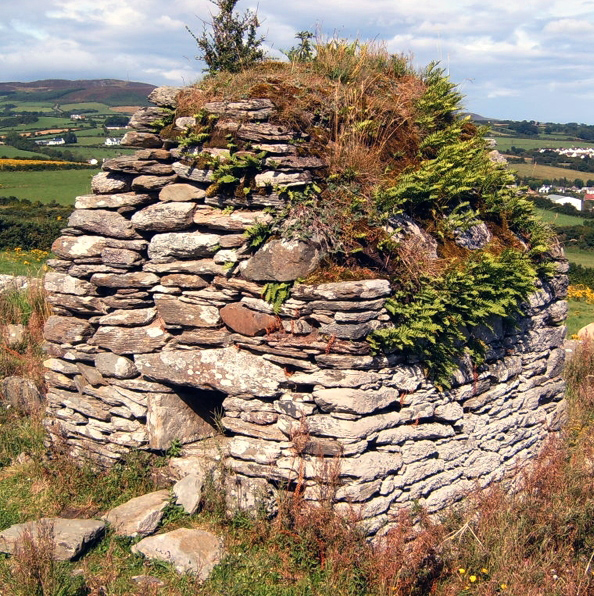
A Koponyaház

Moville (írül Bun an Phobail) kisváros az Ír Köztársaság Donegal megyéjében, Ulster tartományban. A település az Inishowen-félsziget, ezen belül is a Glencaw-dombság délkeleti peremén, a Lough Foyle északnyugati partján, Londonderry városától északkeletre fekszik. Lakossága 2001-ben 1390 fő volt. Az egykori halászfalu kikötője a 19. században gyakran szolgált a Kanadába és az Amerikai Egyesült Államokba induló emigránsok kiindulópontjául, ma csendes pihenőhely.
A település történeti emlékei a város feletti régi temetőben álló Cooley-nagykereszt (Cooley Cross) és a Koponyaház (Skull House). A 3 méter magas, díszítés nélküli kelta kereszt szokatlan eleme a felső szárán található lyuk, amelyen keresztül – a legenda szerint – kezet fogtak egymással az egyezséget kötő felek, ekképpen szentesítve megállapodásukat. A közelben álló, szárazfalazású kőkunyhó a Koponyaház, amely ma is csontokat rejt. A legenda szerint eredetileg a Szent Kolumbánt a 6. században egy kéziratos könyv kapcsán plágiummal vádoló Szent Finian temetkezési helye lehetett. Annyi bizonyos, hogy Finian a Szent Patrik által alapított, a 6–12. század között működő közeli kolostorban élt szerzeteseként.
Minden év augusztusában regattát rendeznek Moville partjainál.